# Sejm prowincjonalny
Sejm prowincjonalny – zgromadzenie szlachty polskiej danej prowincji Korony Królestwa Polskiego, powstałe w latach 20. XV wieku. Sejmy prowincjonalne odbywały się często z udziałem króla i członków Rady Królewskiej, spełniały także funkcje sądowe.
Statut królewski wydany na sejmie w Piotrkowie w 1456 roku określił, jakie ziemie miały się zbierać na sejmie prowincjonalnym prowincji wielkopolskiej, a jakie na prowincji małopolskiej. Sejm prowincjonalny małopolski w Korczynie obejmował sejmiki: krakowski, sandomierski, lubelski i sejmiki ziem ruskich. Sejm prowincjonalny wielkopolski w Kole obejmował poznańskie i kaliskie (odbywające wspólny sejmik w Środzie), sieradzkie, łęczyckie oraz województwo brzeskokujawskie i województwo inowrocławskie (odbywające wspólny sejmik w Brześciu Kujawskim, później w Radziejowie), ziemię dobrzyńską, województwo rawskie (od 1476 roku), województwo płockie (od 1495 roku). 